# Klan Poe
Klan Poe (jap. ポーの一族 Pō no ichizoku) – shōjo-manga opublikowana w latach 1972-1976 przez wydawnictwo Shōgakukan autorstwa Moto Hagio. W 1976 roku komiks ten został wyróżniony nagrodą Shōgakukan Manga. Doczekał się również adaptacji w postaci dwóch słuchowisk radiowych. Inspiracją do napisania tej serii było opowiadanie Mist, Roses and Stars Shotaro Ishimoriego. Imiona głównych bohaterów są hołdem dla Edgara Allana Poego.
W Polsce wydana przez wydawnictwo Japonica Polonica Fantastica w dwóch tomach, w ramach cyklu wydawniczego Mega Manga. Ukazuje się również kontynuacja oryginalnego komiksu.

## Fabuła
Bohaterami Poe no ichizoku są dwaj 14-letni chłopcy-wampiry, Edgar Portsnell (jap. エドガー・ポーツネル Edogā Pōtsuneru) i Allan Twilight (jap. アラン・トワイライト Aran Towairaito) zmagający się ze swoją niezwykłą naturą podczas podróży po różnych krajach Europy na przestrzeni XIX i XX wieku.

## Manga
Hagio narysowała dwa kolejne rozdziały, zatytułowane Klan Poe: Sen o wiośnie (jap. ポーの一族　～春の夢～ Poe no ichizoku: Haru no yume), które ukazały się w czasopiśmie „Gekkan Flowers” kolejno w maju 2016 i maju 2017. Rozdziały te zostały później wydane przez Shōgakukan w formie tomiku 10 lipca 2017 roku.
Mangaka narysowała także kolejną serię, zatytułowaną Jednorożec (jap. ポーの一族 ユニコーン Poe no ichizoku: Unicorn), składającą się z czterech rozdziałów, która ukazywała się w czasopiśmie „Gekkan Flowers” między majem 2018 a czerwcem 2019 roku. Rozdziały te zostały później wydane przez Shōgakukan w formie tomiku 10 lipca 2019 roku.
W lipcu 2019 roku w „Gekkan Flowers” ukazał się kolejny rozdział, będący początkiem nowej mangi z tej serii, zatytułowany Tajemniczy ogród (jap. ポーの一族 秘密の花園 Poe no ichizoku: Himitsu no hanazono). Seria zakończyła się na drugim tomie wydanym 10 listopada 2021.
W październiku 2021 roku w magazynie „Flowers” poinformowano, że autorka zaplanowała nową serię mangi „Poe no Ichizoku”, której wydanie zostało zaplanowane na 2022 rok. Pierwszy rozdział mangi, Klan Poe: Błękitna Pandora (jap. ポーの一族　青のパンドラ Poe no ichizoku: Ao no pandora), której akcja dzieje się w Monachium w 2016 roku, ukazał się w maju 2022.
| Nr | Język japoński    | Język japoński         | Język polski  | Język polski           |
| Nr | Data wydania      | ISBN                   | Data wydania  | ISBN                   |
| -- | ----------------- | ---------------------- | ------------- | ---------------------- |
| 3  | 10 lipca 2017     | ISBN 978-4-09-139560-3 | 2021          | ISBN 978-83-7471-997-1 |
| 4  | 10 lipca 2019     | ISBN 978-4-09-870579-5 | kwiecień 2022 | ISBN 978-83-7471-998-8 |
| 5  | 10 listopada 2020 | ISBN 978-4-09-871208-3 | sierpień 2022 | ISBN 978-83-7471-999-5 |
| 6  | 10 listopada 2021 | ISBN 978-4-09-871499-5 | wrzesień 2024 | ISBN 978-83-8264-399-2 |
| 7  | 9 lutego 2023     | ISBN 978-4-09-871889-4 | sierpień 2025 |                        |

## Adaptacje
W styczniu 1980 roku na antenie NHK-FM zostało wyemitowane w sześciu odcinkach słuchowisko radiowe pt. Poo no ichizoku.
W październiku 2007 roku na antenie Radio Kansai pojawiło się słuchowisko Poo no ichizoku z Romi Park w roli Edgara. Od grudnia 2007 roku do maja 2008 roku do sprzedaży trafiło sześć płyt CD ze słuchowiskiem Poo no ichizoku wydanych przez Shogakukan. Romi Park ponownie wystąpiła w roli Edgara. W marcu 2013 roku ukazało się słuchowisko Poo no ichizoku wyprodukowane przez E-Star.
Klan Poe był również inspiracją dla filmu telewizyjnego pt. Stranger: Bakemono ga jiken o abaku (jap. ストレンジャー ～バケモノが事件を暴く～ Sutorenjā ~ bakemono ga jiken o abaku ~), który swoją premierę miał 27 marca 2016 roku na kanale TV Asahi. Główne role odrywają w nim: Shingo Katori (Akira Misugi), Ayami Nakajō (Maria), Yasunori Danda (Yasuo Maejima), Takuma Otoo (Akio Kumagai), Masato Hagiwara (Shōji Saeki), Takehiko Ono (Junpei Uchida) oraz Touru Masuoka (Shirō Inamura). Za scenariusz odpowiada Katsuhide Suzuki, reżyserem został Katsuyuki Motohiro. Za produkcję odpowiada TV Asahi we współpracy z Production I.G oraz Atmovie.
Manga została zaadaptowana w 2018 roku przez Takarazuka Revue.

## Wpływ w kulturze
Postać Edgara Portsnella w znacznym stopniu wpłynęła na twórczość Luci’fer Luscious Violenoue, czego przykładem jest album artystki wydany razem z zespołem Gille' Loves pt. Różany wampir (jap. 薔薇色の吸血鬼 Barairo no kyūketsuki).